# Діапазон 70 сантиметрів
70-сантиметровий діапазон або 440 МГц — частина радіочастотного діапазону ДМХ, призначена на міжнародному рівні для аматорського радіо і супутникового зв'язку. Розподіл МСЕ для радіоаматорів становить від 430 до 440 МГц; однак деякі країни, наприклад Сполучені Штати, надають радіоаматорам від 420 до 450 МГц. Залежно від країни, діапазон використовується спільно з іншими радіослужбами.
70 сантиметрів є популярним серед радіоаматорів діапазоном завдяки доступності нового та вживаного обладнання. Більшість аматорів, які працюють на діапазоні 70 см, використовують або обладнання, спеціально створене для радіолюбителів, або комерційне обладнання, призначене для найближчих мобільних частот. Любителі переважно використовують діапазон для FM або цифрового голосового зв'язку через ретранслятори (корисно для екстреного зв'язку), а також вузькі смуги (аналогові та цифрові) для міжміського зв'язку (так звані "DX", включаючи Moonbounce). Діапазон також популярний для аматорського супутникового зв'язку. Завдяки широкій смузі, це найнижчий радіоаматорський діапазон, який може підтримувати аматорське телебачення.

## Характеристики поширення
Характеристики поширення 70-сантиметрових радіохвиль знаходяться посередині між 2-метровими та 33-сантиметровими (~900 МГц). Вище 200 МГц, зі збільшенням частоти, проникнення в будівлі зменшується. Менші перешкоди також можуть блокувати або відбивати сигнал. Однак вищі частоти також забезпечують нижчий рівень шуму, що полегшує подолання як природних, так і штучних перешкод, особливо поширених у міських умовах.

## Дивіться також
- LPD433